# Kanton Matignon
Kanton Matignon (fr. Canton de Matignon) je francouzský kanton v departementu Côtes-d'Armor v regionu Bretaň. Tvoří ho 11 obcí.

## Obce kantonu
- La Bouillie
- Fréhel
- Hénanbihen
- Hénansal
- Matignon
- Pléboulle
- Plévenon
- Ruca
- Saint-Cast-le-Guildo
- Saint-Denoual
- Saint-Pôtan